# Nísio Batista de Oliveira
Nísio Batista de Oliveira (7 de julho de 1889 — 9 de dezembro de 1969) foi um advogado e político brasileiro.
Nísio Batista de Oliveira nasceu em Juiz de Fora (MG) no dia 7 de julho de 1889, filho de Francisco Batista de Oliveira e de Eugênia Nunes Batista de Oliveira.
Foi governador de Minas Gerais, de 4 de novembro de 1945 a 3 de fevereiro de 1946.